# اشکلزن گاشی
اشکلزن گاشی (آلبانیایی: Shkëlzen Gashi؛ زادهٔ ۱۵ ژوئیهٔ ۱۹۸۸) بازیکن فوتبال بازنشته اهل آلبانی است که در پست هافبک و مهاجم بازی می‌کرد.
از باشگاه‌هایی که در آن بازی کرده‌است می‌توان به باشگاه فوتبال کلرادو رپیدز، باشگاه فوتبال گراس‌هاپر زوریخ، باشگاه فوتبال بازل، و باشگاه فوتبال زوریخ اشاره کرد.
وی همچنین در تیم‌های ملی فوتبال زیر ۲۱ سال سوئیس و آلبانی بازی کرده‌است.